# Thrips brevicornis
Thrips brevicornis är en insektsart som beskrevs av Hermann Priesner 1920. Thrips brevicornis ingår i släktet Thrips och familjen smaltripsar. Inga underarter finns listade i Catalogue of Life.